# Джъстин Бърфийлд
Джъстин Тайлър Бърфийлд (на английски: Justin Tyler Berfield) (роден на 25 февруари 1986 г.) е американски актьор. Известен е с ролята си на Рийс в сериала „Малкълм“ (2000–2006). Участва и в сериала „Шантаво семейство“ (1995–1999) в ролята на Рос Малой. Озвучавал е в епизоди на анимационните поредици „Кръстници вълшебници“ и „Ким Суперплюс“.